# Csöpp szívem
A Csöpp szívem (angolul: Tiny Stranger) 2004-ben bemutatott rövidfilm, melynek Fogarasi Gergely Tritológia című kisfilm-sorozatának első darabja. A 35 perces rövidfilm címe mögött egy tragédia rejlik, egy fiatal nő és egy idősebb férfi szerelmi viszonyáról szól.

## Szereplők
- férfi (Bálint András)
- Vera (Fátyol Hermina)
- Emil (Dobó Dániel)
- Anday Kornél (Albert Péter)
- Éva (Bíró Ica) (hangja: Simándy Anna)
- I. lány (Ilosfalvy Krisztina)
- II. lány (Kiss-Kovács Tímea)
- Nővér (Mayer Éva)
- stewardess (Osír Liliána)